# Аланов, Евгений Вячеславович
Евгений Вячеславович Аланов (род. 29 сентября 1995, Усть-Каменогорск) — казахстанский, российский хоккеист, нападающий.

## Биография
Старший брат хоккеиста Егора Аланова. Родился в Усть-Каменогорске, в возрасте трёх лет переехал с семьёй в российский Новосибирск. Воспитанник местной «Сибири», с 17 лет играет в Германии. Дебютировал в чемпионате Германии в сезоне 2014/15, проведя один матч за «Дюссельдорф». Играл за «Дюссельдорф» (2014/15 — 2015/16, 2020/21), «Москитос Эссен» (2014/15 — 2015/16), «Бад-Наухайм» (2015/16 — 2016/17), «Нюрнберг Айс Тайгерс» (2017/18 — 2019/20, с 2024/25), «Байройт Тайгерс» (2017/18), «Битигхайм Стилерз» (2018/19), «Изерлон Рустерс» (2021/22 — 2022/23), «Лёвен Франкфурт» (2023/24).

## Ссылка
- r-hockey.ru